# Micropyga violacea
Micropyga violacea is een zee-egel uit de familie Micropygidae.
De wetenschappelijke naam van de soort werd in 1903 gepubliceerd door Johannes Cornelis Hendrik de Meijere.